# Shoulong Dao
Shoulong Dao (kinesiska: 寿龙岛) är en ö i Kina. Den ligger i provinsen Liaoning, i den nordöstra delen av landet, omkring 260 kilometer söder om provinshuvudstaden Shenyang. Arean är 1,3 kvadratkilometer. Den sträcker sig 2,5 kilometer i nord-sydlig riktning, och 1,1 kilometer i öst-västlig riktning.
Genomsnittlig årsnederbörd är 1 172 millimeter. Den regnigaste månaden är juli, med i genomsnitt 417 mm nederbörd, och den torraste är januari, med 12 mm nederbörd.